# Microstylum rubripes
Microstylum rubripes là một loài ruồi trong họ Asilidae. Microstylum rubripes được Macquart miêu tả năm 1838. Loài này phân bố ở vùng nhiệt đới châu Phi.